# 岩渕克郎
岩渕 克郎（いわぶち かつお、1919年〈大正8年〉2月 - 2001年〈平成13年〉4月28日）は、岩手県東磐井郡猿沢村（現・一関市）出身の教育者。満州国にあった建国大学を卒業。在学中は学内の緑化を推進した。1946年（昭和21年）8月農業に就くかたわら「鶏鳴塾」を開く。1948年（昭和23年）8月、「鶏鳴塾」を閉じ、国家公務員（法務官）に就職。退職後、白河市で公証人を務める。晩年に福島県白河市の「（財）立教志塾」の初代塾頭に就任。

## 人物・来歴
旧制中学校を2年で中退した後、師範学校を目指したが、二度受験に失敗したため水沢農学校（現・岩手県立水沢農業高等学校）に進学。1938年（昭和13年）3月に卒業後、同年5月満州国立建国大学政治学科に第一期生として入学した。
在学中の1940年（昭和15年）頃より学内の造園・緑化に興味を持ち、翌1941年（昭和16年）にキャンパス（65万坪）の「造園計画」を作成。学内の植樹運動を推進し、キャンパスの緑化に貢献した。1943年（昭和18年）6月、満州建国大学政治学科卒業。1946年（昭和21年）8月、郷里に帰り、農業に就くかたわら「鶏鳴塾」を開く。地域への酵素肥料の普及に努め、農産物の増産に貢献した。
1948年（昭和23年）8月、「鶏鳴塾」を閉じ、国家公務員に就職。1977年（昭和52年）京都地方法務局長を最後に公務員を退職。翌年から1989年（平成元年）1月まで白河市で公証人を務める。1989年（平成元年）5月、人生相談奉仕所「鶏鳴舎」を開設。
1989年（平成元年）11月、白河藩主・松平定信が設立した藩校・立教舘にちなんで設立された「（財）立教志塾」の初代塾頭に就任。「街づくりは人づくり、人づくりは我づくり」をスローガンに、塾生の育成を通して、地域の伝統を生かした社会教育（松平定信公墓前祭参列、作文・随筆コンクール、参禅会、朝がゆ会。小学生を対象とした論語素読会、立腰教育、合宿、徒歩旅行。成人対象の勉強会、読書会、講演会、修学旅行、歴史学習小旅行など）を実践した。2001年死去。

## 建国大学緑化について
満州建国大学在学当時、荒涼とした満州の自然を見て、緑豊かな日本への望郷と懐旧の念にかられる。岩淵は現地の歴史を調査し、かつては川が流れ、「樹海」とよばれた豊富な樹林が存在したことを知る。これを機に「ここを樹海の国に戻さなければ、この国に骨を埋める気にはなれない」と、親しい学友に呼びかけて、校内の緑化運動を開始する。この運動は多くの学友の支持・共感を得て、まもなく「造園委員会」が発足し、植樹等が活発に行われた。「建大年表」の「昭和15年4月19日」の箇所には「午前中苗木取り、午後校内植樹」とあり、この頃さかんに挿し木をやっていたという記録が残る。
1941年、岩渕は水沢農学校で学んだ知識を活用して、65万坪（約200,000平方メートル）のキャンパスの「造園計画」を作成した。その内容は、1942年（昭和17年）からの10年計画で、毎年2万本から3万本の防風林造成をはじめとする校内全域の緑化計画であった。
建大生らの緑化運動は、まず建国大学の敷地を200メートルの防風林で囲むことから初め、やがてはゴビ砂漠やサハラ砂漠まで緑化しようという意気込みに発展した。岩渕の呼びかけに答えた有志約10名により、1942年春、「建国大学植樹班」が発足し、クラブ活動として校内緑化作業が推進されることになった。この自主的な植樹班活動の実績が大学当局を動かし、同年の建国大学5周年記念事業の一環として「校内立地造園委員会」が設置され、正式な大学の事業に発展した。
岩渕は同じ岩手県出身の宮沢賢治の事績に詳しく、緑化作業の行き帰りや休憩時間に白系ロシア人大学生の弾くヴァイオリンの音に合わせて、賢治作詞の「花巻農学校精神歌」を歌ったという。
1980年（昭和55年）8月、建国大学OBによる「歓喜嶺会訪中団」の一員として約40年ぶりに訪問した際には、かつての満州建国大学のキャンパスが緑で満たされていたことを、岩渕自ら雑誌『正論』に寄稿した文章（1999年3月号随筆欄「みどりの墓場」扶桑社、1999年）に記している。

## 著書
- 岩渕克郎『わが心魂に響く人びと』（財団法人立教志塾、1995年6月第2版）